# (13499) Steinberg
(13499) Steinberg (1986 TQ5) – planetoida z pasa głównego asteroid okrążająca Słońce w ciągu 5,73 lat w średniej odległości 3,2 j.a. Odkryta 1 października 1986 roku.